# Final de la Liga de Campeones Femenina de la UEFA 2022-23
La final de la Liga de Campeones Femenina de la UEFA 2022-23 fue disputada el día 3 de junio de 2023 en el Philips Stadion en Eindhoven, Países Bajos.

## Finalistas
En negrita, las finales ganadas.
| Equipos    | Finales jugadas anteriormente | Finales jugadas anteriormente                |
| ---------- | ----------------------------- | -------------------------------------------- |
| Barcelona  | 3 (1)                         | 2018-19, 2020-21, 2021-22.                   |
| Wolfsburgo | 5 (2)                         | 2012-13, 2013-14, 2015-16, 2017-18, 2019-20. |

## Sede de la Final
El 2 de marzo de 2020, durante su reunión en Ámsterdam, Países Bajos, el Comité Ejecutivo de la UEFA estableció que la final se jugaría en el Philips Stadion, de Eindhoven, Países Bajos.
Dado que UEFA prohíbe los nombres comerciales en sus competiciones, el Phillips Stadion llevó el nombre PSV Stadium durante la final.
| Países Bajos |             |             |             |
| Ciudad | Estadio     |             |             |
| Eindhoven | PSV Stadium | PSV Stadium | PSV Stadium |
| Skyline of Eindhoven · Light Tower · Evoluon conference centre · St. Anthony Church · St. Catherine Church · Vesteda Tower · Van Abbe Museum · Philips Stadium of PSV Eindhoven · High Tech Campus Eindhoven |             |             |             |
| 35 000 espectadores |             |             |             |
| Final Liga de Campeones femenina 2023 |             |             |             |

## Partidos de clasificación para la Final
| GRUPO D       | Pts. | PJ | PG | PE | PP | GF | GC | Dif |
| ------------- | ---- | -- | -- | -- | -- | -- | -- | --- |
| Barcelona     | 15   | 6  | 5  | 0  | 1  | 29 | 6  | 23  |
| Bayern Múnich | 15   | 6  | 5  | 0  | 1  | 14 | 7  | 7   |
| Benfica       | 6    | 6  | 2  | 0  | 4  | 8  | 21 | –13 |
| Rosengård     | 0    | 6  | 0  | 0  | 6  | 3  | 20 | –17 |

| GRUPO B      | Pts. | PJ | PG | PE | PP | GF | GC | Dif |
| ------------ | ---- | -- | -- | -- | -- | -- | -- | --- |
| Wolfsburgo   | 14   | 6  | 4  | 2  | 0  | 19 | 5  | 14  |
| Roma         | 13   | 6  | 4  | 1  | 1  | 16 | 8  | 8   |
| St. Pölten   | 4    | 6  | 1  | 1  | 4  | 7  | 22 | –15 |
| Slavia Praga | 2    | 6  | 0  | 2  | 4  | 1  | 8  | –7  |

## Partido

### Ficha
| 1     | POR   | Sandra Paños           |     |
| 15    | DEF   | Lucy Bronze            |     |
| 2     | DEF   | Irene Paredes          |     |
| 4     | DEF   | María Pilar León       |     |
| 16    | DEF   | Fridolina Rolfö        |     |
| 21    | MED   | Keira Walsh            | 90' |
| 14    | MED   | Aitana Bonmatí         | 90' |
| 12    | MED   | Patri Guijarro         |     |
| 10    | DEL   | Caroline Graham Hansen | 79' |
| 9     | DEL   | Mariona Caldentey      | 79' |
| 17    | DEL   | Salma Paralluelo       | 70' |
| D. T. | D. T. | Jonatan Giráldez       |     |

| 1     | POR   | Merle Frohms        |     |
| 2     | DEF   | Lynn Wilms          | 84' |
| 4     | DEF   | Kathrin Hendrich    |     |
| 6     | DEF   | Dominique Janssen   |     |
| 13    | DEF   | Felicitas Rauch     |     |
| 5     | MED   | Lena Oberdorf       |     |
| 14    | MED   | Jill Roord          | 71' |
| 10    | MED   | Svenja Huth         |     |
| 23    | DEL   | Sveindís Jónsdóttir |     |
| 11    | DEL   | Alexandra Popp      |     |
| 9     | DEL   | Ewa Pajor           | 84' |
| D. T. | D. T. | Tommy Stroot        |     |

| 18 | Delantero      | Geyse                  | 70' |
| 6  | Delantero      | Claudia Pina           | 79' |
| 7  | Delantero      | Ana-Maria Crnogorčević | 79' |
| 11 | Centrocampista | Alexia Putellas        | 90' |
| 23 | Centrocampista | Ingrid Syrstad Engen   | 90' |

| 8  | Centrocampista | Lena Lattwein   | 71' |
| 31 | Defensa        | Marina Hegering | 84' |
| 7  | Delantero      | Pauline Bremer  | 84' |

| 48' · 50' · 70' | Patri Guijarro Fridolina Rolfö | 1:2 2:2 3:2 |

| 3' · 37' | Ewa Pajor Alexandra Popp | 0:1 0:2 |

| 33' · 90+4' | Aitana Bonmatí Irene Paredes |

| 21' · 77' · 90+4' | Kathrin Hendrich Sveindís Jónsdóttir Alexandra Popp |

| Principal  | Cheryl Foster    |
| Asistentes | Michelle O'Neill |
|            | Franca Overtoom  |
| Cuarto     | Rebecca Welch    |
| Quinto     | Natalie Aspinall |

| VAR            | Massimiliano Irrati        |
| Asistentes VAR | Sian Massey-Ellis          |
|                | Maria Sole Ferrieri Caputi |

|                    |     |     |
| Tiros              | 26  | 8   |
| Tiros a puerta     | 7   | 6   |
| Faltas             | 7   | 13  |
| Saques de esquina  | 5   | 1   |
| Fueras de juego    | 2   | 1   |
| Posesión del balón | 61% | 39% |

| Alineación inicial |

| 1     | POR   | Sandra Paños           |     |
| 15    | DEF   | Lucy Bronze            |     |
| 2     | DEF   | Irene Paredes          |     |
| 4     | DEF   | María Pilar León       |     |
| 16    | DEF   | Fridolina Rolfö        |     |
| 21    | MED   | Keira Walsh            | 90' |
| 14    | MED   | Aitana Bonmatí         | 90' |
| 12    | MED   | Patri Guijarro         |     |
| 10    | DEL   | Caroline Graham Hansen | 79' |
| 9     | DEL   | Mariona Caldentey      | 79' |
| 17    | DEL   | Salma Paralluelo       | 70' |
| D. T. | D. T. | Jonatan Giráldez       |     |

| 1     | POR   | Merle Frohms        |     |
| 2     | DEF   | Lynn Wilms          | 84' |
| 4     | DEF   | Kathrin Hendrich    |     |
| 6     | DEF   | Dominique Janssen   |     |
| 13    | DEF   | Felicitas Rauch     |     |
| 5     | MED   | Lena Oberdorf       |     |
| 14    | MED   | Jill Roord          | 71' |
| 10    | MED   | Svenja Huth         |     |
| 23    | DEL   | Sveindís Jónsdóttir |     |
| 11    | DEL   | Alexandra Popp      |     |
| 9     | DEL   | Ewa Pajor           | 84' |
| D. T. | D. T. | Tommy Stroot        |     |

| 18 | Delantero      | Geyse                  | 70' |
| 6  | Delantero      | Claudia Pina           | 79' |
| 7  | Delantero      | Ana-Maria Crnogorčević | 79' |
| 11 | Centrocampista | Alexia Putellas        | 90' |
| 23 | Centrocampista | Ingrid Syrstad Engen   | 90' |

| 8  | Centrocampista | Lena Lattwein   | 71' |
| 31 | Defensa        | Marina Hegering | 84' |
| 7  | Delantero      | Pauline Bremer  | 84' |

| 48' · 50' · 70' | Patri Guijarro Fridolina Rolfö | 1:2 2:2 3:2 |

| 3' · 37' | Ewa Pajor Alexandra Popp | 0:1 0:2 |

| 33' · 90+4' | Aitana Bonmatí Irene Paredes |

| 21' · 77' · 90+4' | Kathrin Hendrich Sveindís Jónsdóttir Alexandra Popp |

| Principal  | Cheryl Foster    |
| Asistentes | Michelle O'Neill |
|            | Franca Overtoom  |
| Cuarto     | Rebecca Welch    |
| Quinto     | Natalie Aspinall |

| VAR            | Massimiliano Irrati        |
| Asistentes VAR | Sian Massey-Ellis          |
|                | Maria Sole Ferrieri Caputi |

|                    |     |     |
| Tiros              | 26  | 8   |
| Tiros a puerta     | 7   | 6   |
| Faltas             | 7   | 13  |
| Saques de esquina  | 5   | 1   |
| Fueras de juego    | 2   | 1   |
| Posesión del balón | 61% | 39% |

| Alineación inicial |

| 1     | POR   | Sandra Paños           |     |
| 15    | DEF   | Lucy Bronze            |     |
| 2     | DEF   | Irene Paredes          |     |
| 4     | DEF   | María Pilar León       |     |
| 16    | DEF   | Fridolina Rolfö        |     |
| 21    | MED   | Keira Walsh            | 90' |
| 14    | MED   | Aitana Bonmatí         | 90' |
| 12    | MED   | Patri Guijarro         |     |
| 10    | DEL   | Caroline Graham Hansen | 79' |
| 9     | DEL   | Mariona Caldentey      | 79' |
| 17    | DEL   | Salma Paralluelo       | 70' |
| D. T. | D. T. | Jonatan Giráldez       |     |

| 1     | POR   | Merle Frohms        |     |
| 2     | DEF   | Lynn Wilms          | 84' |
| 4     | DEF   | Kathrin Hendrich    |     |
| 6     | DEF   | Dominique Janssen   |     |
| 13    | DEF   | Felicitas Rauch     |     |
| 5     | MED   | Lena Oberdorf       |     |
| 14    | MED   | Jill Roord          | 71' |
| 10    | MED   | Svenja Huth         |     |
| 23    | DEL   | Sveindís Jónsdóttir |     |
| 11    | DEL   | Alexandra Popp      |     |
| 9     | DEL   | Ewa Pajor           | 84' |
| D. T. | D. T. | Tommy Stroot        |     |

| 18 | Delantero      | Geyse                  | 70' |
| 6  | Delantero      | Claudia Pina           | 79' |
| 7  | Delantero      | Ana-Maria Crnogorčević | 79' |
| 11 | Centrocampista | Alexia Putellas        | 90' |
| 23 | Centrocampista | Ingrid Syrstad Engen   | 90' |

| 8  | Centrocampista | Lena Lattwein   | 71' |
| 31 | Defensa        | Marina Hegering | 84' |
| 7  | Delantero      | Pauline Bremer  | 84' |

| 48' · 50' · 70' | Patri Guijarro Fridolina Rolfö | 1:2 2:2 3:2 |

| 3' · 37' | Ewa Pajor Alexandra Popp | 0:1 0:2 |

| 33' · 90+4' | Aitana Bonmatí Irene Paredes |

| 21' · 77' · 90+4' | Kathrin Hendrich Sveindís Jónsdóttir Alexandra Popp |

| Principal  | Cheryl Foster    |
| Asistentes | Michelle O'Neill |
|            | Franca Overtoom  |
| Cuarto     | Rebecca Welch    |
| Quinto     | Natalie Aspinall |

| VAR            | Massimiliano Irrati        |
| Asistentes VAR | Sian Massey-Ellis          |
|                | Maria Sole Ferrieri Caputi |

|                    |     |     |
| Tiros              | 26  | 8   |
| Tiros a puerta     | 7   | 6   |
| Faltas             | 7   | 13  |
| Saques de esquina  | 5   | 1   |
| Fueras de juego    | 2   | 1   |
| Posesión del balón | 61% | 39% |

| Alineación inicial |

| 1     | POR   | Sandra Paños           |     |
| 15    | DEF   | Lucy Bronze            |     |
| 2     | DEF   | Irene Paredes          |     |
| 4     | DEF   | María Pilar León       |     |
| 16    | DEF   | Fridolina Rolfö        |     |
| 21    | MED   | Keira Walsh            | 90' |
| 14    | MED   | Aitana Bonmatí         | 90' |
| 12    | MED   | Patri Guijarro         |     |
| 10    | DEL   | Caroline Graham Hansen | 79' |
| 9     | DEL   | Mariona Caldentey      | 79' |
| 17    | DEL   | Salma Paralluelo       | 70' |
| D. T. | D. T. | Jonatan Giráldez       |     |

| 1     | POR   | Merle Frohms        |     |
| 2     | DEF   | Lynn Wilms          | 84' |
| 4     | DEF   | Kathrin Hendrich    |     |
| 6     | DEF   | Dominique Janssen   |     |
| 13    | DEF   | Felicitas Rauch     |     |
| 5     | MED   | Lena Oberdorf       |     |
| 14    | MED   | Jill Roord          | 71' |
| 10    | MED   | Svenja Huth         |     |
| 23    | DEL   | Sveindís Jónsdóttir |     |
| 11    | DEL   | Alexandra Popp      |     |
| 9     | DEL   | Ewa Pajor           | 84' |
| D. T. | D. T. | Tommy Stroot        |     |

| 18 | Delantero      | Geyse                  | 70' |
| 6  | Delantero      | Claudia Pina           | 79' |
| 7  | Delantero      | Ana-Maria Crnogorčević | 79' |
| 11 | Centrocampista | Alexia Putellas        | 90' |
| 23 | Centrocampista | Ingrid Syrstad Engen   | 90' |

| 8  | Centrocampista | Lena Lattwein   | 71' |
| 31 | Defensa        | Marina Hegering | 84' |
| 7  | Delantero      | Pauline Bremer  | 84' |

| 48' · 50' · 70' | Patri Guijarro Fridolina Rolfö | 1:2 2:2 3:2 |

| 3' · 37' | Ewa Pajor Alexandra Popp | 0:1 0:2 |

| 33' · 90+4' | Aitana Bonmatí Irene Paredes |

| 21' · 77' · 90+4' | Kathrin Hendrich Sveindís Jónsdóttir Alexandra Popp |

| Principal  | Cheryl Foster    |
| Asistentes | Michelle O'Neill |
|            | Franca Overtoom  |
| Cuarto     | Rebecca Welch    |
| Quinto     | Natalie Aspinall |

| VAR            | Massimiliano Irrati        |
| Asistentes VAR | Sian Massey-Ellis          |
|                | Maria Sole Ferrieri Caputi |

|                    |     |     |
| Tiros              | 26  | 8   |
| Tiros a puerta     | 7   | 6   |
| Faltas             | 7   | 13  |
| Saques de esquina  | 5   | 1   |
| Fueras de juego    | 2   | 1   |
| Posesión del balón | 61% | 39% |

| Alineación inicial |

| Trofeo de la Liga de Campeones Femenina de la UEFA |
| Bandera de España                                  |
| Campeón F. C. Barcelona 2.° título                 |